# Halógenos

Posición de los halógenos en la tabla periódica

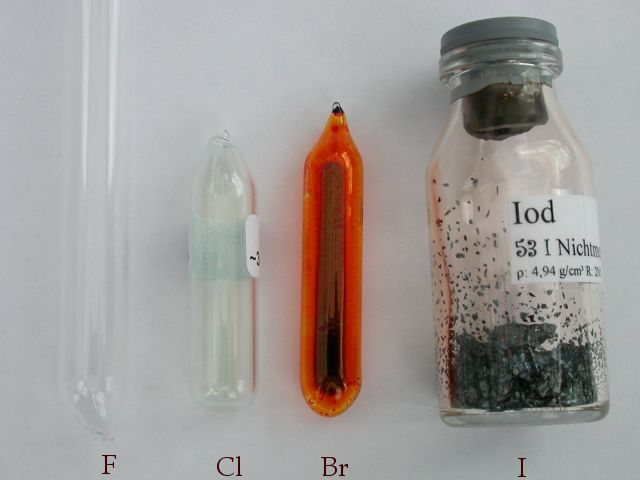
Surtido de elementos del grupo de los halógenos (de izquierda a derecha: Flúor, Cloro, Bromo y Yodo)

Los halógenos (del griego: formador de sales) son los elementos químicos que forman el grupo 17 o grupo VII  (utilizado anteriormente) de la tabla periódica: flúor (F), cloro (Cl), bromo (Br), yodo (I), astato (At) y teneso (Ts). Este último también está en los metales del bloque p.
En estado natural se encuentran como moléculas diatómicas químicamente activas [X2]. Para llenar por completo su último nivel energético (s2p5) necesitan un electrón más, por lo que tienen tendencia a formar un ion mononegativo, X-. Este ion se denomina haluro; las sales que lo contienen se conocen como haluros. Poseen una electronegatividad ≥ 2.5 según la escala de Pauling, presentando el flúor la mayor electronegatividad, y disminuyendo esta al bajar en el grupo. Son elementos oxidantes (disminuyendo también esta característica al bajar en el grupo), y el flúor es capaz de llevar a la mayor parte de los elementos al mayor estado de oxidación.
Muchos compuestos orgánicos sintéticos y algunos naturales contienen halógenos; a estos compuestos se les llama compuestos halogenados. La hormona tiroidea contiene átomos de yodo. Los cloruros tienen un papel importante en el funcionamiento del cerebro mediante la acción del neurotransmisor inhibidor de la transmisión del neurotransmisor GABA.
Algunos compuestos presentan propiedades similares a las de los halógenos, por lo que reciben el nombre de pseudohalógenos. Puede existir el pseudohalogenuro, pero no el pseudohalógeno correspondiente. Algunos pseudohalogenuros: cianuro (CN-), tiocianato (SCN-), fulminato (CNO-), etc.

## Historia
La palabra «halógeno» proviene de las palabras griegas hals, 'sal' y genes, 'origen', que origina sal. El nombre halógeno se refiere a la propiedad de cada uno de los halógenos de formar, con el sodio, una sal similar a la sal común (cloruro de sodio). Todos los miembros del grupo tienen una valencia de -1 y se combinan con los metales para formar halogenuros (también llamados haluros), así como con metales y no metales para formar iones complejos. Los cuatro primeros elementos del grupo reaccionan con facilidad con los hidrocarburos, obteniéndose los halogenuros de alquilo.
Las formas moleculares de los halógenos son diatómicas. El F2 es un gas de color amarillo pálido, ligeramente más pesado que el aire, corrosivo y de olor penetrante e irritante. El Cl2 es un gas amarillo verdoso de olor penetrante e irritante. El Br2 es un líquido de color rojo oscuro, tres veces más denso que el agua, que se volatiliza con facilidad produciendo un vapor rojizo venenoso. El I2 es un sólido cristalino, de color negro y brillante, que sublima fácilmente dando un vapor violeta muy denso, venenoso, con un olor picante como el del cloro. El astato es un elemento muy inestable que existe solo en formas radiactivas de vida corta, y que aparece en el proceso de desintegración del Uranio-235.
Todos los átomos poseen una configuración que difiere de la de gas noble en un electrón, de forma que los elementos tienden a formar especies negativas, X¯, o a formar enlaces covalentes simples. La química de estos elementos y sus compuestos cambian con el tamaño de los mismos. 
Como es esperable, los puntos de fusión y ebullición aumentan con el número atómico. Las energías de ionización de los halógenos presentan valores muy altos que van disminuyendo al aumentar el número atómico. Las afinidades electrónicas son elevadas como consecuencia de la tendencia a ganar un electrón y conseguir así la configuración de gas noble.

## Características
Los halógenos muestran tendencias en su energía de enlace de arriba abajo en la tabla periódica con fluoruro mostrando una desviación mínima. Muestran tener una energía de enlace fuerte con otros átomos pero interacciones débiles con la molécula diatómica de F2. Lo cual significa que a medida en que se desciende en la tabla periódica la reactividad del elemento disminuye por el aumento en el tamaño del átomo.
Los halógenos son altamente reactivos, por lo que pueden ser dañinos para organismos biológicos en suficientes cantidades. Su alta reactividad se debe a la alta electronegatividad que sus átomos presentan por sus cargas nucleares altamente efectivas. Los halógenos tienen 7 electrones de valencia en su capa de energía externa por lo que al reaccionar con otro elemento satisfacen la regla del octeto. Fluoruro es el más reactivo de los elementos, ataca a materiales inertes como el vidrio y forma compuestos con los gases nobles inertes. Es un gas corrosivo y altamente tóxico.

## Compuestos
Los halógenos forman moléculas diatómicas homonucleares (no comprobado con astato). Debido a sus fuerzas intermoleculares relativamente débiles el cloro y el flúor forman parte del grupo de «gases elementales».
Entre los compuestos formados por halógenos se encuentran los haluros de hidrógeno, haluros metálicos, interhalógenos.

## Haluros de hidrógeno
Todos los haluros de hidrógeno, HX, son gases a 298K y tienen un olor ácido intenso. La combinación directa de H2 y X2 para formar HX solo puede utilizarse en la síntesis de cloruro y bromuro. El fluoruro de hidrógeno se prepara tratando los fluoruros adecuados con H2SO4 concentrado y las reacciones análogas preparan HCl. Las reacciones análogas con bromuros y yoduros tienen como resultado la oxidación parcial de HBr o HI a Br2 o I2 y así la síntesis tiene lugar con PX3 preparado in situ.

## Haluros metálicos
Todos los haluros de metales alcalino tienen estructura NaCl o CsCl y su formación puede considerarse en términos del ciclo de Born- Haber. La reacción del sodio con cloruro es:
2Na + Cl2 → 2NaCl
En ausencia de disolvente, el cambio de energía asociado con la reacción implica:
- La diferencia en términos de energía en enlace C-Cl y C-F (no depende de M)
- La diferencia entre la afinidad electrónica de F y Cl (no dependen de M)

La mayor parte de los difluorenos metálicos cristalizan con estructura CaF2 o de rutilio y para la mayoría de ellos es adecuado un modelo iónico simple. Los tricloruros metálicos son cristalográficamente más complejos que los difluoruros, pero normalmente se presentan en estructuras tridimensionales simétricas y muchos contienen centros metálicos octaédricos (a veces distorsionados). La mayor parte de los tetrahaluros metálicos son o bien especies volátiles (SnCl4, TiCl4), o contienen anillos o cadenas con puentes M-F-M (SnF4); los puentes metal- halógenos son más largos que los enlaces terminales. Los penta haluros metálicos pueden poseer estructuras de cadenas o anillos (NbF5) o estructuras moleculares (SbCl5), mientras que los hexaluros son moleculares y octaedros (UF6, MoF6). En general en aumento de oxidación tiene como resultado un cambio estructural a lo largo de la serie iónica tridimensional capas o polímero molecular.

## Interhalógeno
Un interhalógeno es un compuesto que contiene dos o más átomos de halógenos diferentes (flúor, cloro, bromo, yodo o astato).
La mayoría de los interhalógenos conocidos son binarios (compuestos de dos elementos distintos). Su fórmula general es XYn, donde n = 1, 3, 5 o 7, y X es el halógeno menos electronegativo. Todos ellos son propensos a la hidrólisis, y se ionizan para dar lugar a iones polihalogenados.
No hay compuestos interhalogenados que contengan tres o más halógenos diferentes que sean definitivamente conocidos, aunque algunos libros reclaman que IFCl2 y IF2Cl han sido sintetizados y estudios teóricos indican que algunos compuestos en la serie BrClFn son apenas estables.

### Tipos de interhalógenos

#### Interhalógenos diatómicos
Los interhalógenos de la forma XY tiene propiedades físicas intermedias entre los dos halógenos que los componen. El enlace covalente entre los dos átomos tiene algo de carácter iónico. El halógeno menos electronegativo, X, está siendo oxidado y tiene una carga parcial positiva. Todas las combinaciones de flúor, cloro, bromo y yodo que tiene la fórmula general mencionada arriba son conocidos, pero no todos son estables. Algunas combinaciones de astato con otros halógenos ni siquiera son conocidas y las que lo son, son altamente inestables.
- Monofluoruro de cloro (CIF) es el compuesto interhalógenado más ligero. CIF es un gas incoloro con un punto de ebullición normal de -100 °C.
- Monofluoruro de bromo (BrF) no ha sido obtenido como un compuesto puro, se disocia en trifluoruro y bromo libre. Se sintetiza de acuerdo a la siguiente reacción Br2(l) + F2(g) → 2BrF(g)
- Monofluoruro de yodo (IF) es inestable y se descompone a 0 °C, se desproporciona en yodo elemental y pentafluoruro de yodo.
- Monocloruro de bromo (BrCl) es un gas rojo-café con un punto de ebullición de 5 °C.
- Monocloruro de yodo (ICl) existe como cristales rojos transparentes que se derriten a 27.2 °C para formar un líquido café (similar en apariencia y peso la bromo). Reacciona con HCl para formar un ácido fuerte HICl2. La estructura cristalina de ICl consiste en cadenas fruncidas en zigzag, con fuertes interacciones entre ellas.
- Monocloruro de astato (AtCl) está hecho por la combinación directa de astato en fase gaseosa con cloro o por la adición sucesiva de ástato del ion dicromato a una solución de ácida de cloruro.
- Monobromuro de yodo (IBr) es sintetizado por la combinación directa de los elementos para formar cristales sólidos rojos oscuro. Se derrite a 42 °C y ebulle a 116 °C para formar un vapor parcialmente disociado.
- Monobromuro de astato (AtBr) se obtiene por la combinación directa de astato con vapor de bromo o con una solución acuosa de monobromuro de yodo.
- Monoyoduro de astato (AtI) es sintetizado por la combinación directa de astato y yodo. Es el compuesto interhalógeno conocido más pesado.

El fluoruro de astato no ha sido descubierto aún. Su ausencia se ha atribuido a la reactividad extrema de estos compuestos, incluyendo la reacción de flúor inicialmente formado en las paredes de un contenedor de vidrio para formar un producto no volátil. Aunque se piensa que la síntesis del compuesto es posible, puede requerir un solvente líquido de flúor.

#### Intehalógenos tetraatómicos
- Trifluoruro de cloro es un gas incoloro que se condensa a un líquido verde y en sólido es blanco. Se obtiene al reaccionar cloro con un exceso de flúor a 250 °C en un tubo de níquel. Reacciona más violentamente que el flúor y es explosivo. La molécula es plana y en forma de T. Se utiliza para manufacturar hexafluoruro de uranio.
- Trifluoruro de bromo (BrF3) es un líquido amarillo-verde que conduce electricidad. Se ioniza para formar [BrF2]+ + [BrF4]−.
- Trifluoruro de yodo (IF3) es un sólido amarillo que se descompone arriba de -28 °C. Se puede sintetizar a partir de sus elementos, pero se debe tener cuidado para prevenir la formación de IF5. F2 ataca al I2 para formar IF3 a −45 °C en CCl3F. A bajas temperaturas la reacción I2 + 3XeF2 → 2IF3 + 3Xe se puede utilizar. Es un compuesto muy inestable.
- Tricloruro de yodo (ICl3) forma cristales amarillo limón que se derriten bajo presión a un líquido café. Se puede obtener de sus elementos a bajas temperaturas, o de pentóxido de yodo y cloruro de hidrógeno. Reacciona con varios metales para formar tetracloroyoduros y se hidroliza en agua. La molécula es un dímero plano (ICl3)2, con cada yodo alrededor de los cuatro cloros.

#### Interhalógenos hexaatómicos
- Pentafluoruro de cloro (ClF5) es un gas incoloro, hecho al reaccionar trifluoruro de cloro con flúor a altas temperaturas y presiones. Reacciona violentamente con agua, con la mayoría de los metales y con los no metales.
- Pentafluoruro de bromo (BrF5) es un líquido incoloro sintetizado al reaccionar trifluroruo de bromo con gluor a 200 °C. Es físicamente estable pero reacciona violentamente con agua, con la mayoría de los metales y con los no metales.
- Pentafluoruro de yodo (IF5) es un líquido sintetizado al reaccionar pentóxido de yodo con flúor o yodo con plata (II). Es altamente reactivo, reacciona con elementos, óxidos y haluros de carbono. La molécula tiene una forma de pirámide tetragonal.
- Pentabromuro de yodo (IBr5) si existe (hay controversia en este punto),[11] es un líquido rojo-café oscuro o un sólido café-amarillo incoloro, hecho al reaccionar yodo con bromo a 60 °C. En su estado líquido las mayoría de sus propiedades son parecidas al bromo, en cualquier estado, es muy tóxico. Es inestable al calentarlo arriba del punto de ebullición del bromo.[12][13][14]

#### Interhalógenos octaatómicos
- Heptafluoruro de yodo (IF7) es un gas incoloro y un fuerte agente fluorizante. Es sintetizado al reaccionar pentafluoruro de yodo con flúor gaseoso. La molécula es una pirámide pentagonal. Este compuesto es el único interhalógeno conocido en donde el átomo más grande se enlaza con siete átomos de menor tamaño.

Todos los intentos para sintetizar heptafluoruro de bromo han fallado, en su lugar, se produce pentafluoruro de bromo y flúor en estado gaseoso.

## Aplicaciones en general más importantes de los halógenos
Aparte de las ya citadas lámparas halógenas, existen muchas otras aplicaciones de los halógenos.
Los derivados del flúor tienen una notable importancia en el ámbito de la industria. Entre ellos destacan los hidrocarburos fluorados, como el anticongelante freón y la resina teflón, lubricante de notables propiedades mecánicas. 
El cloro encuentra su principal aplicación como agente de blanqueo en las industrias papelera y textil. Así mismo, se emplea en la esterilización del agua potable y de las piscinas, y en las industrias de colorantes, medicamentos y desinfectantes.
Los bromuros actúan médicamente como sedantes, y el bromuro de plata se utiliza como un elemento fundamental en las placas fotográficas. El yodo, cuya presencia en el organismo humano resulta esencial y cuyo defecto produce bocio, se emplea como antiséptico en caso de heridas y quemaduras.

## Moléculas halógenas diatómicas
| Halógeno | Molécula | Estructura | Modelo | d(X−X) / pm (fase gaseosa) | d(X−X) / pm (fase sólida) |
| -------- | -------- | ---------- | ------ | -------------------------- | ------------------------- |
| Flúor    | F2       |            |        | 143                        | 149                       |
| Cloro    | Cl2      |            |        | 199                        | 198                       |
| Bromo    | Br2      |            |        | 224                        | 227                       |
| Yodo     | I2       |            |        | 266                        | 272                       |

## Toxicidad
Los halógenos tienden a disminuir en toxicidad hacia los halógenos más pesados.
El gas de flúor es extremadamente tóxico: en concentraciones de 0.1 % es letal en minutos. El ácido fluorhídrico también es tóxico: es capaz de penetrar la piel y causar quemaduras muy profundas y dolorosas. Además, los aniones de fluoruro son tóxicos aunque sin llegar a la toxicidad del flúor puro (el cual es letal alrededor de 5 a 10 gramos). Su consumo prolongado a concentraciones de 1.5 mg/L está asociado a la fluorosis dental, una anomalía en la cavidad oral. A concentraciones mayores a 4 mg/L aumenta el riesgo de desarrollar fluorosis ósea, endurecimiento de los huesos. Los niveles recomendados actualmente de floración del agua potable van de 0.7 a 1.2 mg/L para evitar efectos adversos del flúor sin desperdiciar sus beneficios. Personas con niveles entre los normales y los requeridos para desarrollar fluorosis ósea tienden a desarrollar síntomas parecidos a la artritis.
El gas de cloro es altamente tóxico. Al inhalarlo a concentraciones de 3 partes por millón ocurre una reacción tóxica de forma inmediata. Inhalarlo a 50 partes por millón es extremadamente peligroso y si se llega a inhalar a concentraciones de 500 partes por millón por tan solo unos cuantos minutos es letal. El ácido clorhídrico es un químico peligroso.
El bromo puro es algo tóxico pero menos que el flúor y el cloro. Cien miligramos de bromo son letales. Los aniones de bromo son letales, pero menos que el bromo el cual es letal en dosis de 30 gramos.
El yodo es relativamente tóxico, es capaz de irritar a los ojos y pulmones, con un límite de seguridad de 1 miligramo por metro cúbico. Cuando es ingerido de manera oral 3 gramos pueden ser letales. Sus iones son mayormente no tóxicos, pero pueden llegar a causar muerte al ser ingeridos en grandes cantidades.
El astato es muy radiactivo y por ello muy peligroso de manejar, aunque se desconoce su toxicidad química por su corto periodo de semidesintegración de casi 1 minuto si es natural, aunque su isótopo más longevo dura unas 8 horas.